# Štěpánov (Přelouč)
Štěpánov je malá vesnice a část města Přelouč v okrese Pardubice. Nachází se asi tři kilometry jihovýchodně od Přelouče. Štěpánov leží v katastrálním území Štěpánov u Přelouče o rozloze 2,8 km².

## Pamětihodnosti
- Tvrziště štěpánovské tvrze